# 534

## Narození
- Waldrada Langobardská, langobardská princezna, franská královna a vévodkyně bavorská († 570)

## Úmrtí
- Theuderich I., franský král

## Hlavy států
- Papež – Jan II. (533–535)
- Byzantská říše – Justinián I. (527–565)
- Franská říše
  - Soissons – Chlothar I. (511–561)
  - Paříž – Childebert I. (511–558)
  - Remeš – Theuderich I. (511–534) » Theudebert I. (534–548)
- Anglie
  - Wessex – Cerdic (519–534) » Cynric (534–560)
  - Essex – Aescwine (527–587)
- Perská říše – Husrav I. (531–579)
- Ostrogóti – Athalarich (526–534) » Theodahad (534–536)
- Vizigóti – Theudes (531–548)
- Vandalové – Gelimer (530–534)